# 達克欽蘇納姆甘傑烏帕齊拉
達克欽蘇納姆甘傑乌帕齐拉是孟加拉国蘇納姆甘傑縣的一个乌帕齐拉，位於錫爾赫特专区的蘇納姆甘傑縣。

## 人口
據1991年孟加拉國人口普查，達克欽蘇納姆甘傑共有戶數32,056戶，人口183881人。其中男性佔比51.47%，女性佔比48.53%；成年人口89,657人。該地7歲以上人口之平均識字率為32.3%，低於全國平均值（32.4%）。